# Poekilosoma carinatipenne
Poekilosoma carinatipenne är en skalbaggsart som beskrevs av Lane 1941. Poekilosoma carinatipenne ingår i släktet Poekilosoma och familjen långhorningar. Inga underarter finns listade i Catalogue of Life.